# Wilhelm Bertsch

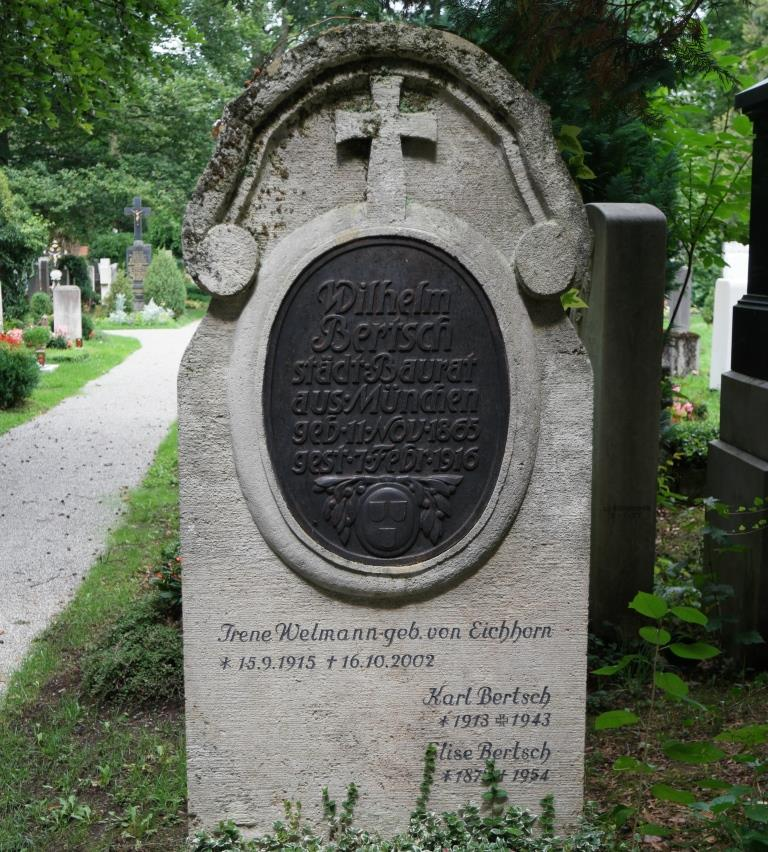
Grab von Wilhelm Bertsch auf dem Friedhof München-Solln

Wilhelm Bertsch (* 11. November 1865 in München; † 8. Februar 1916 ebenda) war ein deutscher Architekt und kommunaler Baubeamter, der als Leiter des Bauamtes der Stadt München wirkte.

## Leben

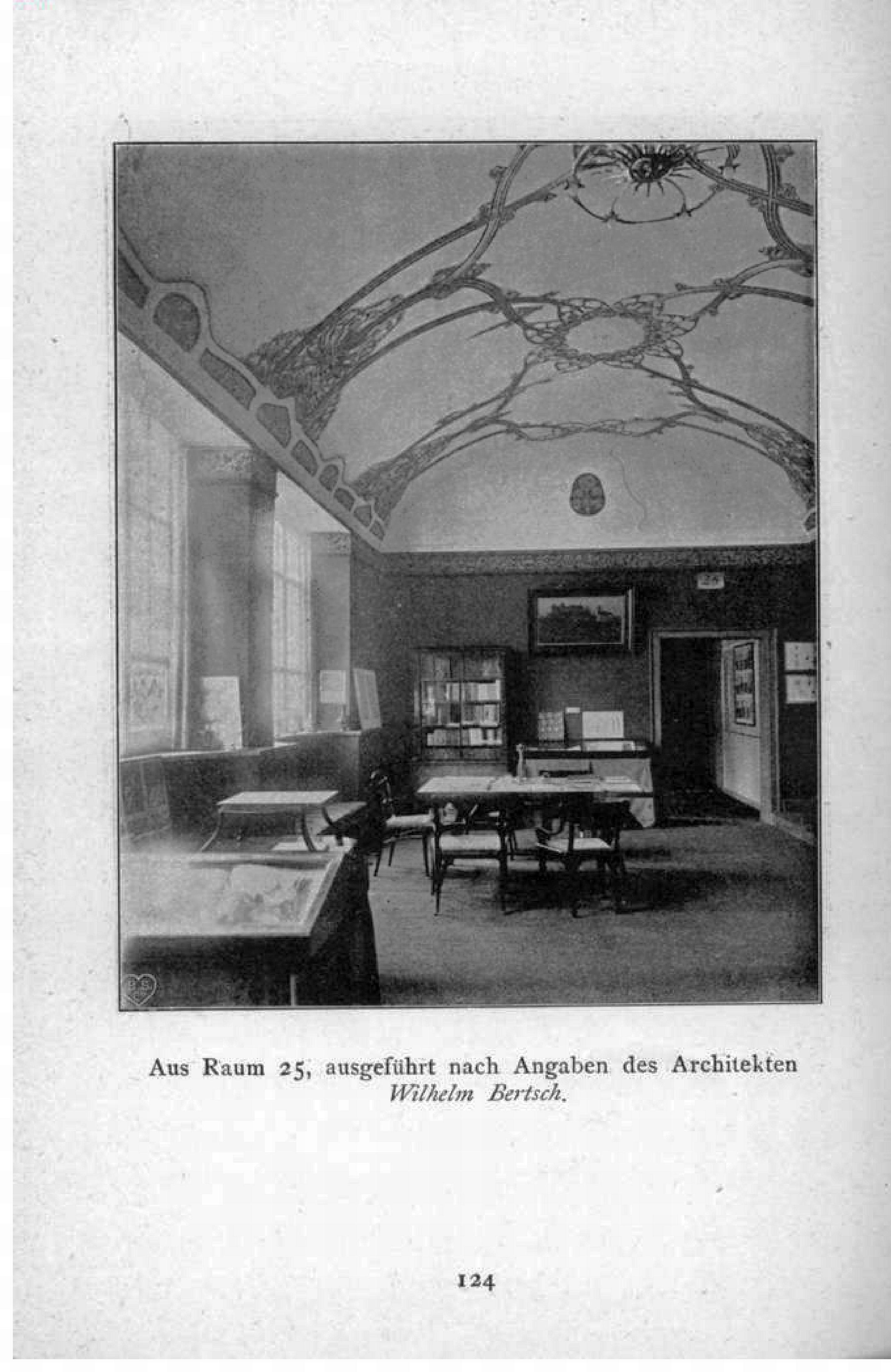
Innenraumgestaltung im Münchner Glaspalast, 1899

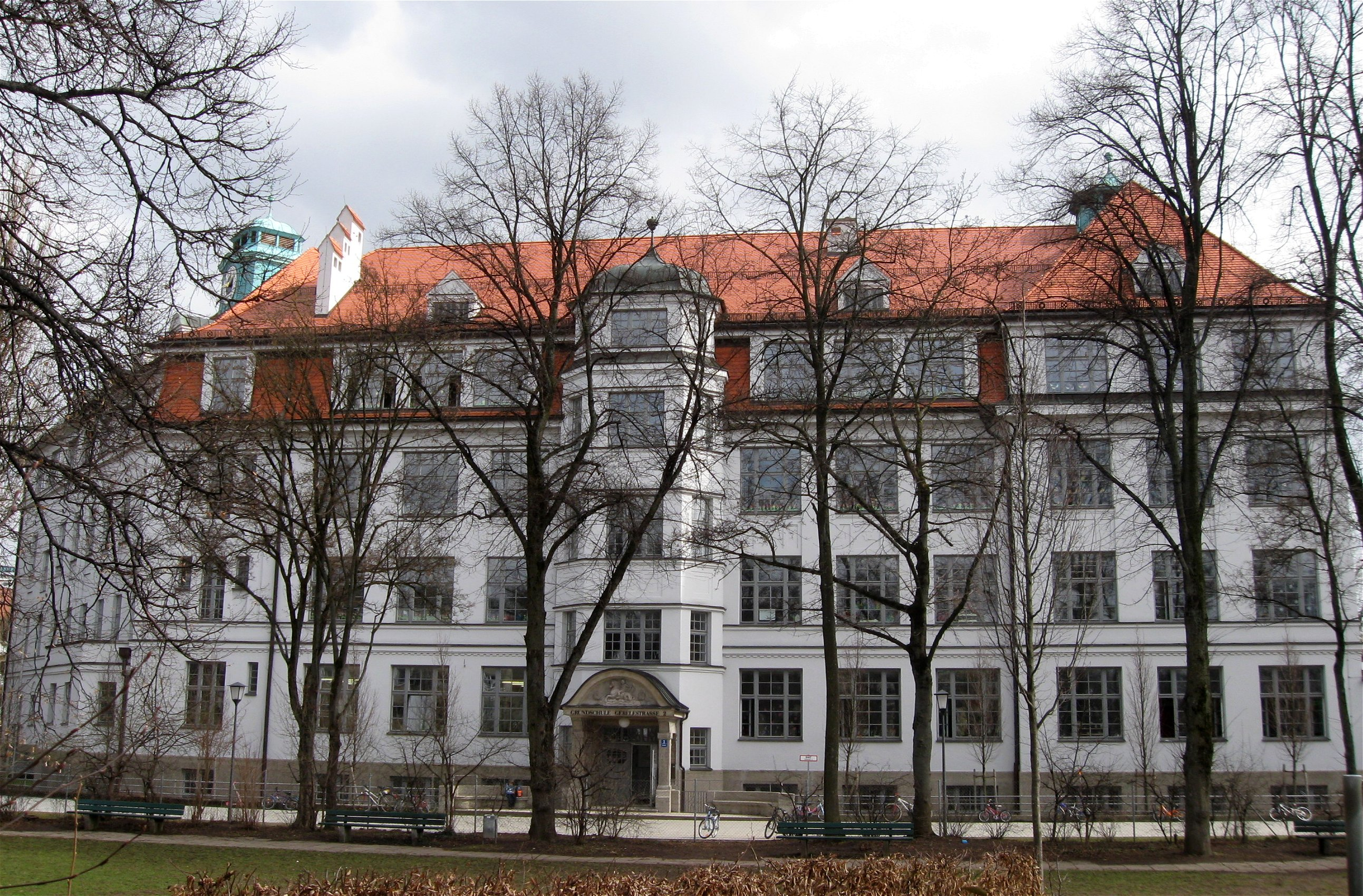
Grundschule an der Gebelestraße

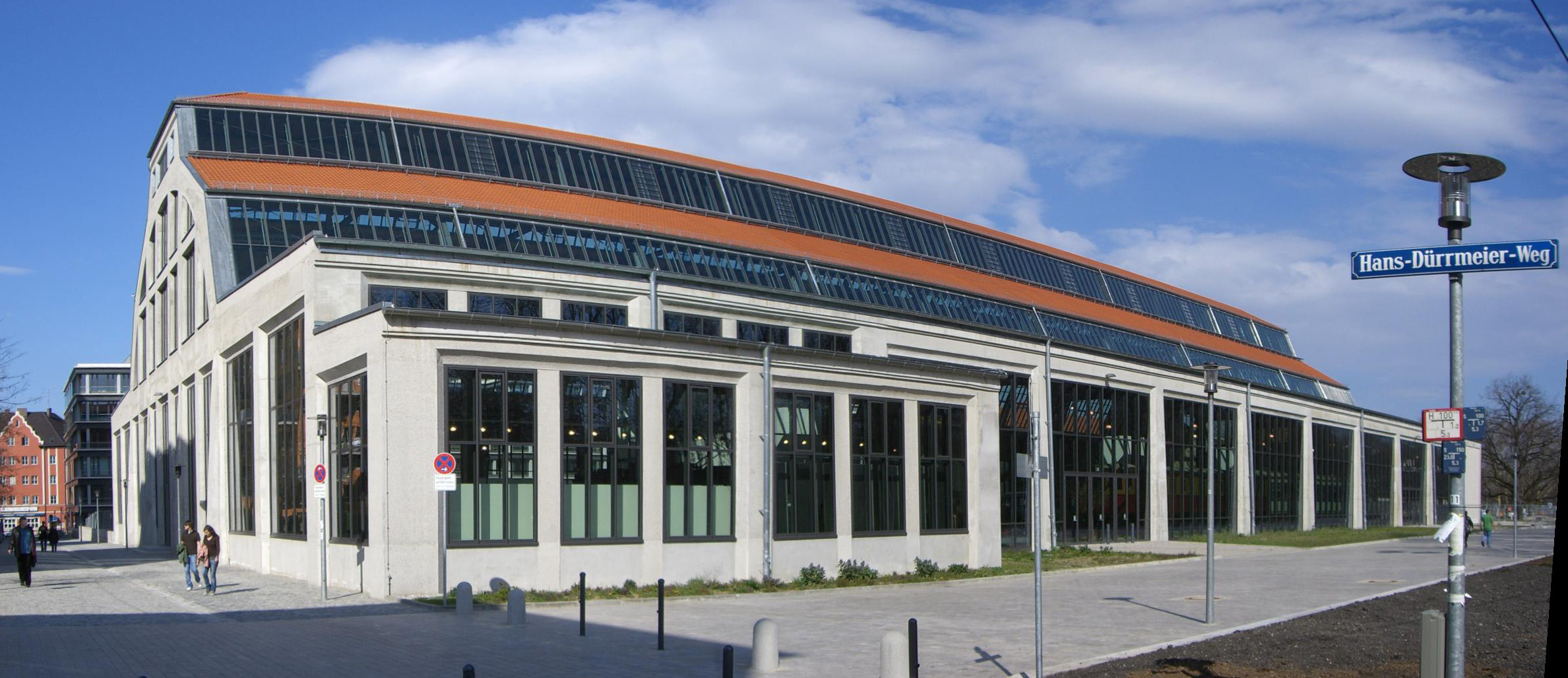
Halle 1 des Verkehrszentrums auf der Theresienhöhe

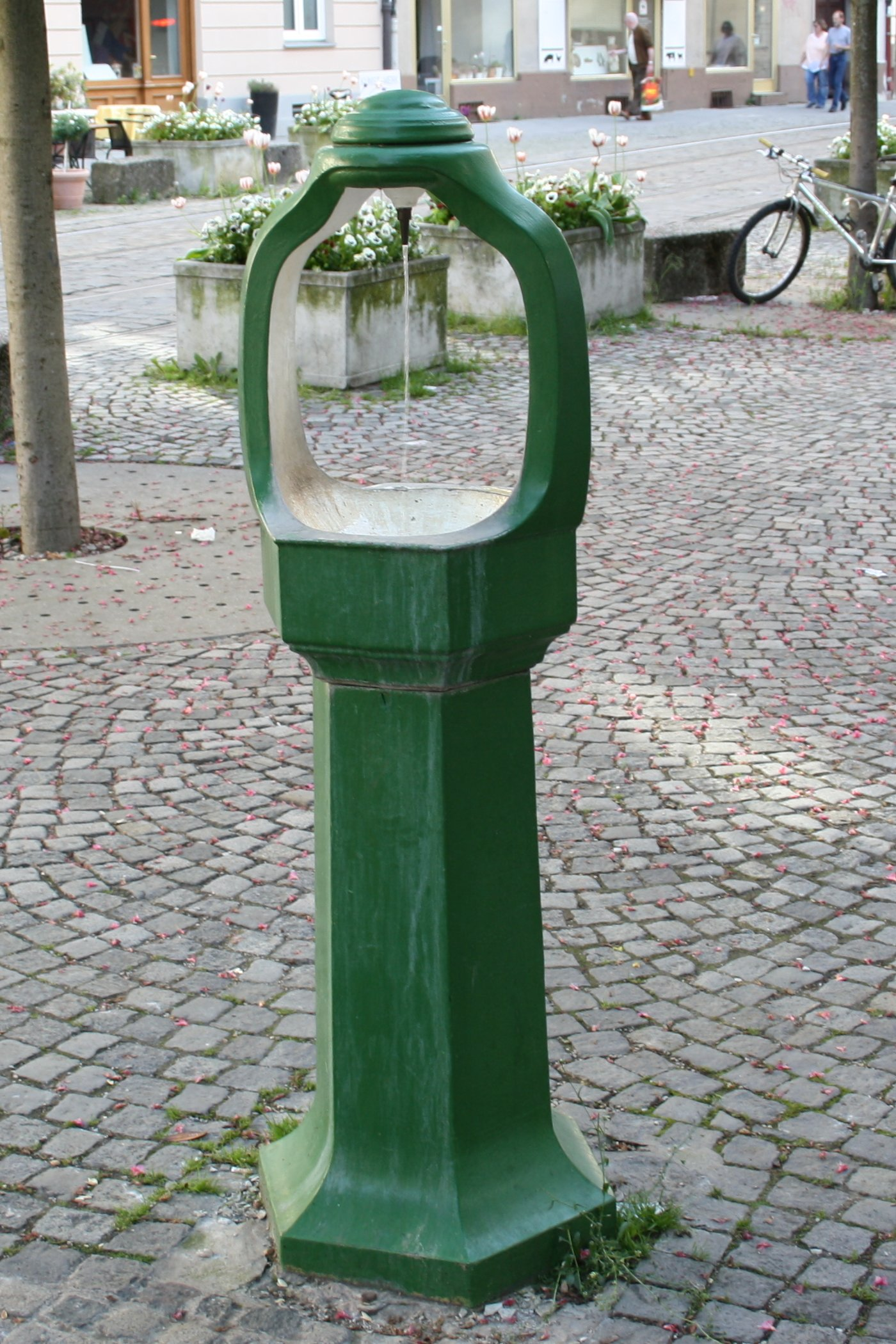
Trinkbrunnen auf dem Genoveva-Schauer-Platz in München

Nach dem abgeschlossenen Architekturstudium  an der Technischen Hochschule München arbeitete Bertsch  bei Gabriel von Seidl in München. 1893, drei Jahre nach der Gründung des Stadterweiterungsbüros, wurde Bertsch Mitarbeiter bei Theodor Fischer im Bauamt der Stadt München. Nach dem Ruf Fischers an die Technische Hochschule Stuttgart ernannte die Stadt München Bertsch 1901 zum Baurat und berief ihn als Vorstand in das Stadterweiterungsbüro. 
Zu seinen Aufgaben gehörten dort Planungen für den Hochbau und die Fortführung des von Theodor Fischer begonnenen Baulinienplans. Sein besonderer Fokus lag als Stadtplaner auf der Bewahrung der ländlichen Struktur der eingemeindeten Vororte. Besonders lag ihm am Erhalt der wichtigsten Ausflugsgebiete und Naherholungsziele für die städtische Bevölkerung. Zusammen mit Gabriel von Seidl, dem Gründer des  Isartalvereins, wurde die neue Thalkirchner Brücke geplant. Im September 1904 konnte eine Holzbrücke nach Plänen von Bertsch anstelle einer geplanten Eisenbrücke in Betrieb genommen werden.
Im Hochbau lag sein Hauptaufgabengebiet beim Schulbau. Nach dem Gewinn des ersten Preises zur Gestaltung des Messegeländes erschloss Bertsch mit seinen Kollegen Gabriel von Seidl, Max Littmann und den Gebrüdern Rau das weiträumige Gelände auf der Theresienhöhe und führte die Planung und Ausführung von unterschiedlichen Ausstellungshallen durch. Die Ausstellungshallen 1, 2 und 3 gelten als hervorragende Beispiele sachlicher Nutzarchitektur des Münchner Jugendstils und stehen unter Denkmalschutz. In der Halle 1 mit ihrer außergewöhnlich guten Akustik wurde Gustav Mahlers 8. Sinfonie uraufgeführt. In den Jahren 1925 und 1953 fanden große deutsche Verkehrsausstellungen auf dem Gelände statt, 1965 die erste Weltausstellung des Verkehrs.
Im Schulhausbau setzte Bertsch Maßstäbe mit seinen Bauten, bei denen die Zweckbestimmung im Vordergrund stand. Meist befanden sich an seinen Schulen Werkstätten für praktische Tätigkeiten, wie z. B. eine kleine Schreinerei oder Küchengärten. 
Ab 1913 war Bertsch Mitglied des Deutschen Werkbunds. Seine Entwürfe für Spielplätze, gusseiserne Plakattafeln und Trinkbrunnen machen sein Bestreben deutlich, allen Dingen auf der Straße den Stempel einer guten Erscheinung zu geben.
Die Bertschstraße in München-Berg am Laim wurde nach Wilhelm Bertsch benannt.

## Werk
- 1896–1897: Wohnhaus, Ecke Türkenstraße und Prinz Ludwigstraße, gegenüber dem ehemaligen Kaim-Saal. Im Krieg zerstört.
- 1899–1901: Schule am Kirchstein, die heutige Fridtjof-Nansen-Realschule
- 1904: Thalkirchner Brücke über die Isar in Thalkirchen (1969 ersetzt)
- 1904–1905: Grundschule an der Flurstraße in Haidhausen
- 1901–1902: Schule an der Hirschbergstraße in Neuhausen (zusammen mit Theodor Fischer)
- Schule an der Gebelestraße in Bogenhausen
- Schule an der Simmernstraße in Schwabing
- 1906: Trinkbrunnen und Holztrogbrunnen in den Flaucheranlagen
- 1908: Bertschbrunnen
- 1906: Umbau des Sendlinger Tors (großer Mittelbogen und Flankenturmportale)
- 1907–1908: Bauten des Ausstellungsparks auf der Theresienhöhe (heute Ausstellungshallen des Verkehrszentrums)
- 1911: Trinkbrunnen im Luitpoldpark